# 2024 na música
A seguir estão listados eventos notáveis e lançamentos ocorridos em 2024 na música.

## Mortes

### Janeiro
- 3 – João Carreiro, 41, cantor e compositor brasileiro.[1]
- 4
  - Glynis Johns, 100, musicista, cantora, atriz e dançarina britânica.[2]
  - Ruy Mingas, 84, cantor, diplomata e político angolano.[3]
- 5 – Del Palmer, 71, cantor, compositor, guitarrista e engenheiro de áudio britânico.[4]
- 8 – Guy Bonnet, 78, autor, compositor e cantor francês.[5]
- 9 – James Kottak, 61, baterista estadunidense, ex-membro da banda Scorpions.[6]
- 15 – Dana Ghia, 91, cantora e atriz italiana.[7]
- 18 – Teixeira de Manaus, 79, saxofonista brasileiro.[8]
- 19
  - Mary Weiss, 75, cantora estadunidense, vocalista do grupo The Shangri-Las.[9]
  - Marlena Shaw, 81, cantora estadunidense.[10]
  - Pluto Shervington, 73, músico, cantor, engenheiro e produtor musical jamaicano.[11]
- 23
  - Frank Farian, 82, produtor musical alemão.[12]
  - Melanie Safka, 76, cantora e compositora estadunidense.[13]

### Fevereiro
- 2 – Wayne Kramer, 75, guitarrista, cantor, compositor e produtor musical estadunidense, ex-integrante do MC5.[14]
- 3 – Aston Barrett, 77, baixista de reggae jamaicano.[15]
- 5 – Toby Keith, 62, cantor, compositor, produtor musical de música country e ator estadunidense.[16]
- 6 – Donald Kinsey, 70, guitarrista e cantor estadunidense.[17]
- 22 – Hugo Maia de Loureiro, 79, músico português.[18]
- 23 – Shinsadong Tiger, 40, produtor musical e compositor sul-coreano.[19]
- 26 – Jaakko Teppo, 71, cantor e compositor finlandês.[20]

### Março
- 7 – Steve Lawrence, 88, músico estadunidense de jazz e pop, ex-integrante da famosa dupla Steve & Eydie.[21]
- 10
  - Luisão Pereira, 55, músico, compositor e produtor musical brasileiro.[22]
  - Eric Carmen, 74, cantor estadunidense.[23]
- 13 – Aribert Reimann, 88, compositor, pianista e acompanhante alemão.[24]
- 23 – Maurizio Pollini, 82, pianista italiano.[25]

### Abril
- 2 – Jerry Abbott, 81, compositor e produtor de música country estadunidense.[26]
- 9 – Pacífico Mascarenhas, 88, compositor do brasileiro.[27]
- 11 – Park Bo-ram, 30, cantora sul-coreana.[28]
- 15 – Reita, 42, baixista e compositor japonês, membro The Gazette.[29]
- 18 – Dickey Betts, 80, guitarrista, compositor e cantor estadunidense.[30]
- 25 – Albino Manique, 80, compositor e acordeonista brasileiro.[31]
- 26 – Anderson Leonardo, 51, cantor, compositor e instrumentista brasileiro, membro do grupo Molejo.[32]
- 27 – Jean-Pierre Ferland, 89, cantor e compositor canadense.[33]
- 30 – Duane Eddy, 86, guitarrista estadunidense.[34]

### Maio
- 1 – Richard Tandy, 76, músico e tecladista britânico, ex-membro da banda de rock Electric Light Orchestra.[35]
- 7 – Steve Albini, 61,  músico e engenheiro de áudio estadunidense, ex-membro das bandas Big Black, Rapeman e Shellac.[36]
- 12 – David Sanborn, 78, saxofonista estadunidense.[37]
- 18 – Frank Ifield, 86, músico britânico.[38]
- 21 – Jan A. P. Kaczmarek, 71, compositor polonês.[39]
- 24 – Doug Ingle, 78, músico, tecladista e compositor estadunidense, membro da banda de rock Iron Butterfly.[40]
- 27 – Armando Araújo, 75, compositor, músico, baterista e percussionista de jazz brasileiro.[41]
- 31 – Kátya Tompos, 41, cantora e atriz húngara.[42]

### Junho
- 2 – Tonny Brasil, 57, compositor, cantor, produtor musical e multi-instrumentista brasileiro.[43]
- 4 – Clóvis Pereira, 92, compositor, arranjador, pianista e regente brasileiro.[44]
- 8 – Mark James, 83, compositor estadunidense.[45]
- 11 – Françoise Hardy, 80, cantora e compositora francesa.[46]
- 13
  - Nahim, 71, cantor brasileiro.[47]
  - Skowa, 68, músico, cantor e compositor brasileiro.[48]
  - Angela Bofill, 70, cantora, com voz de contralto, e compositora estadunidense.[49]
- 18 – James Chance, 71, saxofonista, compositor e cantor estadunidense.[50]
- 19 – Chrystian, 67, cantor e compositor sertanejo brasileiro.[51]
- 24 – Seth Binzer, 49, cantor estadunidense, membro da banda Crazy Town.[52]
- 27 – Alexander Knayfel, 80, compositor de ópera uzbeque.[53]

### Julho
- 1 – Fausto Bordalo Dias, 75, compositor e cantor português.[54]
- 5 – Laércio de Freitas, 83, pianista, tecladista, maestro, compositor e ator brasileiro.[55]
- 6 – Pino D'Angiò, 71, cantor e compositor italiano.[56]
- 8 – Biliu de Campina, 75, compositor, cantor e advogado brasileiro.[57]
- 15 – Tomcraft, 49, DJ e produtor musical alemão.[58]
- 16
  - Clodo Ferreira, 72, compositor, cantor e instrumentista brasileiro.[59]
  - Bernice Johnson Reagon, 81, líder musical, compositora, acadêmica e ativista social estadunidense.[60]
- 19 – Toumani Diabaté, 58, músico italiano.[61]
- 22 – John Mayall, 90, cantor, compositor e multi-instrumentalista britânico.[62]
- 27
- Mísia, 69, cantora portuguesa.[63]
- Wolfgang Rihm, 72, compositor alemão.[64]

### Agosto
- 3 – Antônio Meneses, 66, violoncelista brasileiro.[65]
- 5 – Caçulinha, 84, multi-instrumentista e compositor brasileiro.[66]
- 16 – Tore Ylwizaker, músico, compositor e produtor musical norueguês.[67]
- 17 – Ana Faria, 74, cantora e pintora portuguesa.[68]
- 21 – Diana, 76, cantora e compositora brasileira.[69]

### Setembro
- 2 – Pery Souza, 71, cantor, violonista e compositor brasileiro.[70]
- 5 – Sérgio Mendes, 83, cantor e multi-instumentista brasileiro.[71]
- 6 – Will Jennings, 80, compositor estadunidense.[72]
- 8 – Zoot Money, 82, tecladista e organista britânico.[73]
- 9 – Caterina Valente, 93, cantora, guitarrista, dançarina, comediante e atriz franco-italiana.[74]
- 10 – Frankie Beverly, 77, cantor, compositor e produtor musical norte-americano.[75]
- 15 – Tito Jackson, 70, cantor, compositor e guitarrista norte-americano, membro original do The Jackson 5.[76]
- 17 – John Souther, 78, cantor, compositor e ator americano.[77]
- 21 – Benny Golson, 95, saxofonista, tenor e compositor norte-americano de jazz.[78]
- 27 – Pit Passarell, 56, compositor, cantor e baixista brasileiro, membro da banda de heavy metal Viper.[79]
- 28 – Kris Kristofferson, 88, cantor, compositor e ator estadunidense.[80]
- 30 – Gavin Creel, 48, ator e cantor estadunidense.[81]

### Outubro
- 7 – Cissy Houston, 91, cantora gospel estadunidense.[82]
- 16 – Liam Payne, 31, cantor e compositor britânico.[83]
- 21
  - Paul Di'Anno, 66, cantor e compositor britânico, ex-vocalista do Iron Maiden.[84]
  - Barbara Kolb, 85, compositora estadunidense.[85]
- 23 – Antonio Cicero, 79, compositor, poeta, crítico literário, filósofo e escritor brasileiro.[86]
- 24
  - Marco Paulo, 79, cantor português.[87]
  - Edson Wander, 78, cantor brasileiro.[88]
- 25 – Phil Lesh, 84, músico estadunidense, ex-membro da banda Grateful Dead.[89]
- 30 – Arthur Moreira Lima, 84, pianista erudito brasileiro.[90]

### Novembro
- 3 – Quincy Jones, 91, produtor musical e compositor estadunidense.[91]
- 4 – Agnaldo Rayol, 86, cantor, apresentador e ator brasileiro.[92]
- 9
  - Ram Narayan, 96, músico indiano.[93]
  - Lou Donaldson, 98, saxofonista estadunidense.[94]
- 13 – Shel Talmy, 87, produtor musical estadunidense.[95]
- 14 – Peter Sinfield, 80, poeta e compositor britânico.[96]
- 16 – Gerry Weil, 85, pianista austríaco.[97]
- 18
  - Charles Dumont, 95, ator, cantor e compositor francês.[98]
  - Paulo Alexandre, 93, cantor português.[99]
- 26 – Bob Bryar, 44, baterista estadunidense, membro da banda My Chemical Romance.[100]
- 27 – Leonor González Mina, 90, cantora, atriz e folclorista colombiana.[101]
- 28 – Lia Crucet, 73, cantora, modelo, atriz e artista argentina.[102]

### Dezembro
- 2 – Marlos Nobre, 85, pianista, maestro e compositor brasileiro.[103]
- 6
  - Ángela Álvarez, 97, cantora cubana-estadunidense.[104]
  - Dickie Rock, 88, cantor irlandês.[105]
- 11 – Corinne Alal, 69, cantora israelense.[106]
- 25 – Dulce, 69, cantora, compositora, atriz e psicóloga mexicana.[107]
- 26 – OG Maco, 32, rapper estadunidense.[108]
- 29 – Ahmed Adaweyah, 79, cantor egípcio.[109]

## Formações

### Bandas
- ARTMS
- Izna
- Katseye
- Nowadays
- Unis

### Retornos
- 3 Inches of Blood[110]
- Moose Blood[111]
- No Doubt[112]
- Oasis[113]
- Linkin Park[114]

### Grupos dissolvidos
- Sum 41[115]
- Natiruts[116]
- Nx Zero[117]

### Artistas solo
- Rosé

## Lançamentos de álbuns
| Lançado         | Artista                     | Álbum                                                   | Ref.    |
| --------------- | --------------------------- | ------------------------------------------------------- | ------- |
| 12 de janeiro   | 21 Savage                   | American Dream                                          | [ 118 ] |
| 12 de janeiro   | Kali Uchis                  | Orquídeas                                               | [ 119 ] |
| 19 de janeiro   | Green Day                   | Saviors                                                 | [ 120 ] |
| 9 de fevereiro  | Usher                       | Coming Home                                             | [ 121 ] |
| 9 de fevereiro  | Zara Larsson                | Venus                                                   | [ 122 ] |
| 16 de fevereiro | Jennifer Lopez              | This Is Me... Now                                       | [ 123 ] |
| 23 de fevereiro | Ana Castela                 | Boiadeira Internacional                                 | [ 124 ] |
| 8 de março      | Ariana Grande               | Eternal Sunshine                                        | [ 125 ] |
| 15 de março     | Justin Timberlake           | Everything I Thought It Was                             | [ 126 ] |
| 15 de março     | Kacey Musgraves             | Deeper Well                                             | [ 127 ] |
| 22 de março     | Shakira                     | Las Mujeres Ya No Lloran                                | [ 128 ] |
| 22 de março     | Tyla                        | Tyla                                                    | [ 129 ] |
| 29 de março     | Beyoncé                     | Cowboy Carter                                           | [ 130 ] |
| 12 de abril     | Linkin Park                 | Papercuts (Singles Collection 2000–2023)                | [ 131 ] |
| 19 de abril     | Pearl Jam                   | Dark Matter                                             | [ 132 ] |
| 19 de abril     | Taylor Swift                | The Tortured Poets Department                           | [ 133 ] |
| 19 de abril     | Alok                        | The Future Is Ancestral                                 | [ 134 ] |
| 24 de abril     | Boi Bumbá Garantido         | Segredos do Coração                                     | [ 135 ] |
| 26 de abril     | Anitta                      | Funk Generation                                         | [ 136 ] |
| 3 de maio       | Erasmo Carlos               | Erasmo Esteves                                          | [ 137 ] |
| 3 de maio       | Dua Lipa                    | Radical Optimism                                        | [ 138 ] |
| 3 de maio       | Sia                         | Reasonable Woman                                        | [ 139 ] |
| 9 de maio       | Priscilla                   | Priscilla                                               | [ 140 ] |
| 10 de maio      | Kings of Leon               | Can We Please Have Fun                                  | [ 141 ] |
| 17 de maio      | Billie Eilish               | Hit Me Hard and Soft                                    | [ 142 ] |
| 17 de maio      | Slash                       | Orgy of the Damned                                      | [ 143 ] |
| 17 de maio      | Zayn                        | Room Under the Stairs                                   | [ 144 ] |
| 24 de maio      | Lenny Kravitz               | Blue Electric Light                                     | [ 145 ] |
| 24 de maio      | RM                          | Right Place, Wrong Person                               | [ 146 ] |
| 24 de maio      | Twenty One Pilots           | Clancy                                                  | [ 147 ] |
| 27 de maio      | Aespa                       | Armageddon                                              | [ 148 ] |
| 30 de maio      | Gloria Groove               | Serenata da GG, Vol. 1                                  | [ 149 ] |
| 31 de maio      | Bonnie McKee                | Hot City                                                | [ 150 ] |
| 7 de junho      | Meghan Trainor              | Timeless                                                | [ 151 ] |
| 7 de junho      | Aurora                      | What Happened to the Heart?                             | [ 152 ] |
| 7 de junho      | Charli XCX                  | Brat                                                    | [ 153 ] |
| 7 de junho      | Bon Jovi                    | Forever                                                 | [ 154 ] |
| 14 de junho     | Moby                        | Always Centered at Night                                | [ 155 ] |
| 14 de junho     | Normani                     | Dopamine                                                | [ 156 ] |
| 14 de junho     | SG Lewis e Tove Lo          | Heat                                                    | [ 157 ] |
| 21 de junho     | Kygo                        | Kygo                                                    | [ 158 ] |
| 28 de junho     | Camila Cabello              | C,XOXO                                                  | [ 159 ] |
| 28 de junho     | Imagine Dragons             | Loom                                                    | [ 160 ] |
| 28 de junho     | Johnny Cash                 | Songwriter                                              | [ 161 ] |
| 28 de junho     | Megan Thee Stallion         | Megan                                                   | [ 162 ] |
| 12 de julho     | OneRepublic                 | Artificial Paradise                                     | [ 163 ] |
| 12 de julho     | Eminem                      | The Death of Slim Shady (Coup de Grâce)                 | [ 164 ] |
| 26 de julho     | Ghost                       | Rite Here Rite Now (Original Motion Picture Soundtrack) | [ 165 ] |
| 26 de julho     | DubVision                   | Another World                                           | [ 166 ] |
| 3 de agosto     | ¥$                          | Vultures 2                                              | [ 167 ] |
| 9 de agosto     | Chlöe                       | Trouble in Paradise                                     | [ 168 ] |
| 16 de agosto    | Tinashe                     | Quantum Baby                                            | [ 169 ] |
| 23 de agosto    | Sabrina Carpenter           | Short n' Sweet                                          | [ 170 ] |
| 29 de agosto    | Danny Bond                  | Epica 2                                                 | [ 171 ] |
| 30 de agosto    | Nick Cave and the Bad Seeds | Wild God                                                | [ 172 ] |
| 30 de agosto    | Zedd                        | Telos                                                   | [ 173 ] |
| 4 de setembro   | Pedro Sampaio               | Astro                                                   | [ 174 ] |
| 7 de setembro   | David Gilmour               | Luck and Strange                                        | [ 175 ] |
| 13 de setembro  | Snow Patrol                 | The Forest Is the Path                                  | [ 176 ] |
| 20 de setembro  | Katy Perry                  | 143                                                     | [ 177 ] |
| 20 de setembro  | Nightwish                   | Yesterwynde                                             | [ 178 ] |
| 20 de setembro  | Nelly Furtado               | 7                                                       | [ 179 ] |
| 25 de setembro  | Sophie                      | Sophie                                                  | [ 180 ] |
| 27 de setembro  | Lady Gaga                   | Harlequin                                               | [ 181 ] |
| 4 de outubro    | Coldplay                    | Moon Music                                              | [ 182 ] |
| 11 de outubro   | The Offspring               | Supercharged                                            | [ 183 ] |
| 18 de outubro   | Kylie Minogue               | Tension II                                              | [ 184 ] |
| 18 de outubro   | Shawn Mendes                | Shawn                                                   | [ 185 ] |
| 25 de outubro   | Halsey                      | The Great Impersonator                                  | [ 186 ] |
| 25 de outubro   | Kelsea Ballerini            | Patterns                                                | [ 187 ] |
| 1 de novembro   | The Cure                    | Songs of a Lost World                                   | [ 188 ] |
| 15 de novembro  | Gwen Stefani                | Bouquet                                                 | [ 189 ] |
| 15 de novembro  | Linkin Park                 | From Zero                                               | [ 190 ] |
| 22 de novembro  | Kendrick Lamar              | GNX                                                     | [ 191 ] |
| 6 de dezembro   | Rosé                        | Rosie                                                   | [ 192 ] |
| 6 de dezembro   | YoungBoy Never Broke Again  | I Just Got a Lot on My Shoulders                        | [ 193 ] |
| 13 de dezembro  | Snoop Dogg                  | Missionary                                              | [ 194 ] |